# موسى بوكونغ
إتيان لو دوكس موسى بوكونغ (بالفرنسية: Étienne Le Doux Moussa Pokong)‏ المعروف باسم موسى بوكونغ (ولد في 13 أغسطس 1987 في غاروا) هو لاعب كرة قدم كاميروني.

## المسيرة الرياضية مع الأندية
انتقل بوكونغ إلى الإفريقي التونسي في يناير 2006 قادما من دي أكونولينغا الكاميروني. بعد ثلاث سنوات فسخ عقده مع الإفريقي للانضمام إلى الخور القطري.

## المسيرة الرياضية مع المنتخب
حصل على أول دعوة للانضمام إلى منتخب الكاميرون في 14 أكتوبر 2007 من أجل خوض مباراة ضد المغرب.